# Corropoli
Corropoli är en ort och kommun i provinsen Teramo i regionen Abruzzo i Italien. Kommunen hade 5 084 invånare (2018).